# Deutsches Marinemuseum

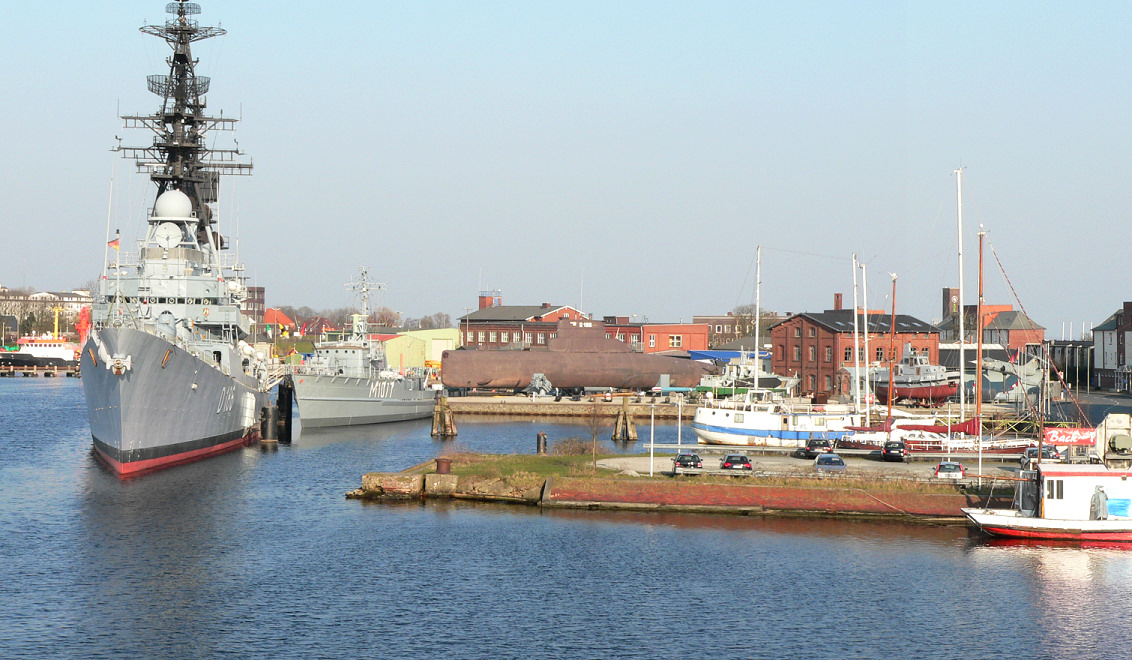
Deutsches Marinemuseum Wilhelmshaven

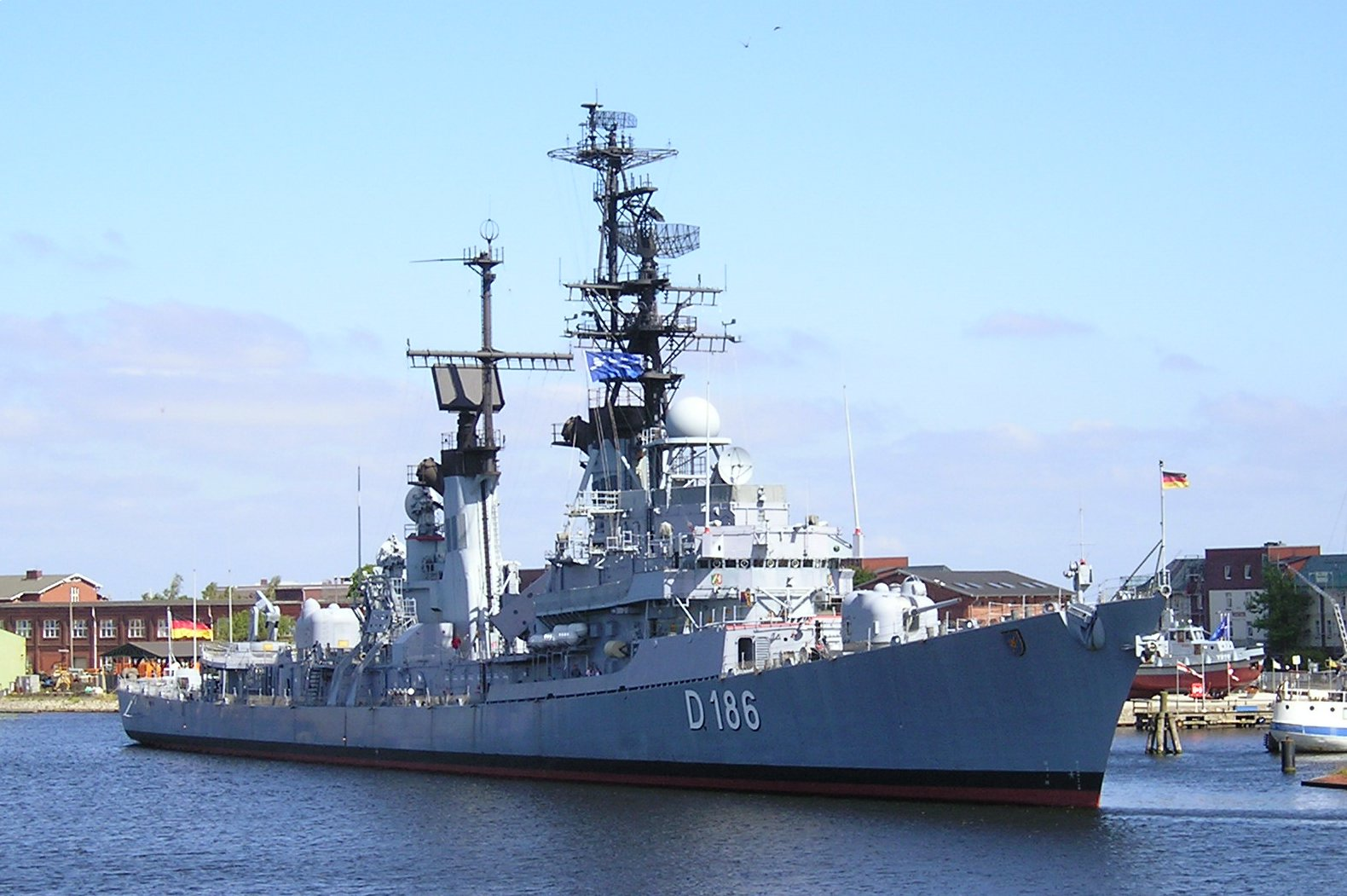
Zerstörer Mölders im Marinemuseum

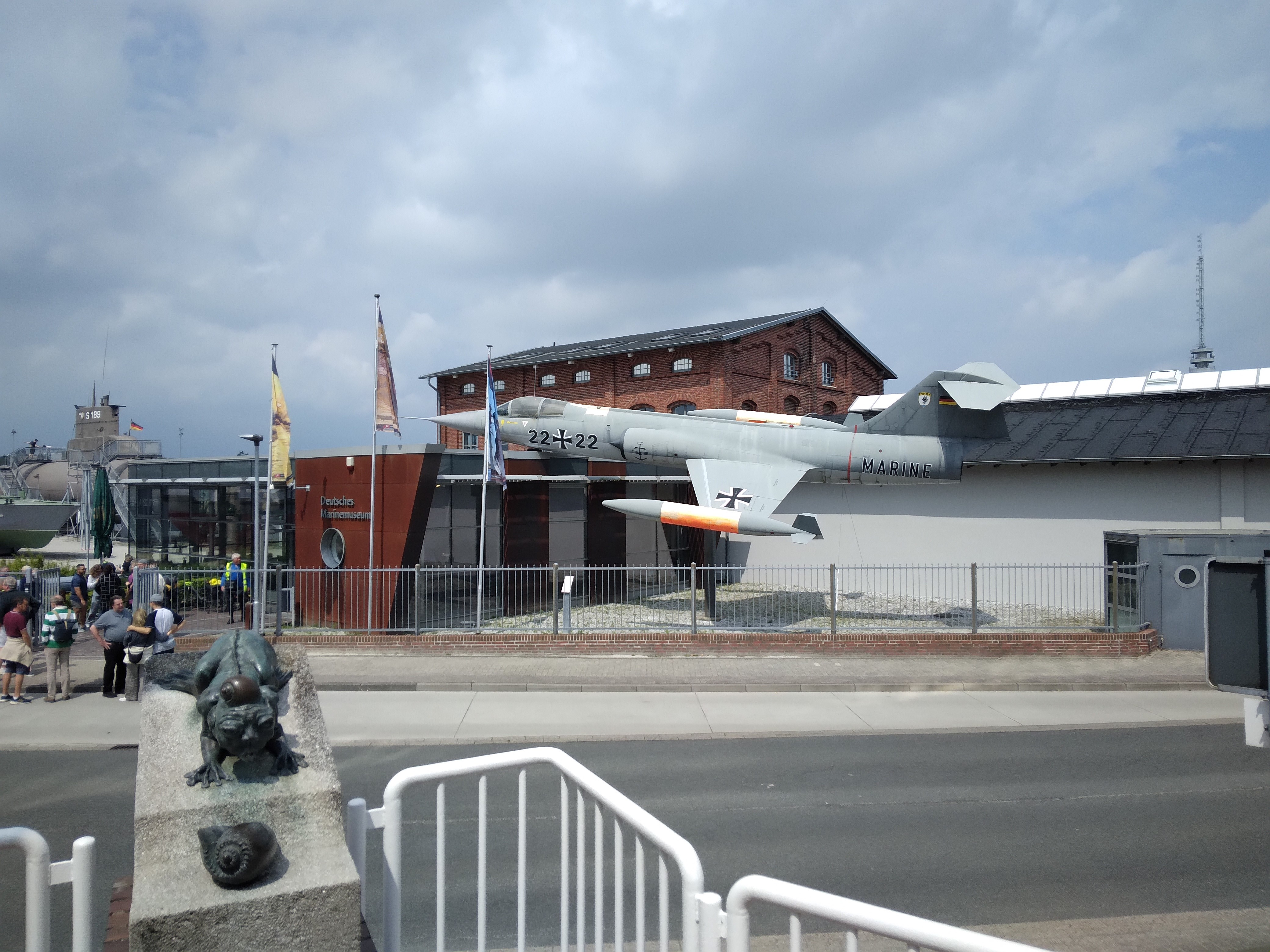
Eingangsbereich Deutsches Marinemuseum

Das Deutsche Marinemuseum in Wilhelmshaven stellt die Entwicklung der deutschen Militärseefahrt seit 1848 dar. Der Schwerpunkt des Museums liegt auf der Darstellung der Bundesmarine / Deutschen Marine. Es besteht seit 1998 und befindet sich in Trägerschaft der Stiftung Deutsches Marinemuseum.

## Lage
Das Museum liegt zwischen dem Verbindungshafen und der Südstrandpromenade in unmittelbarer Nähe zum Wahrzeichen der Stadt Wilhelmshaven, der 1905 bis 1907 erbauten Kaiser-Wilhelm-Brücke. Es wurde nach städtischen Grundlagenermittlungen, Standortanalysen  und Vorplanungen im Gebäude der ehemaligen Scheibenhofwerkstatt am Südstrand 125 untergebracht und nach Umbauarbeiten 1998 eröffnet. Die Scheibenhofwerkstatt ist ein unter Denkmalschutz stehender Bauteil des um 1888 erbauten historischen Torpedohofes der Kaiserlichen Werft. An das Museum angeschlossen ist ein etwa 3000 m² großes museales Freigelände mit Schiffsliegeplätzen direkt am Verbindungshafen.

## Ausstellung

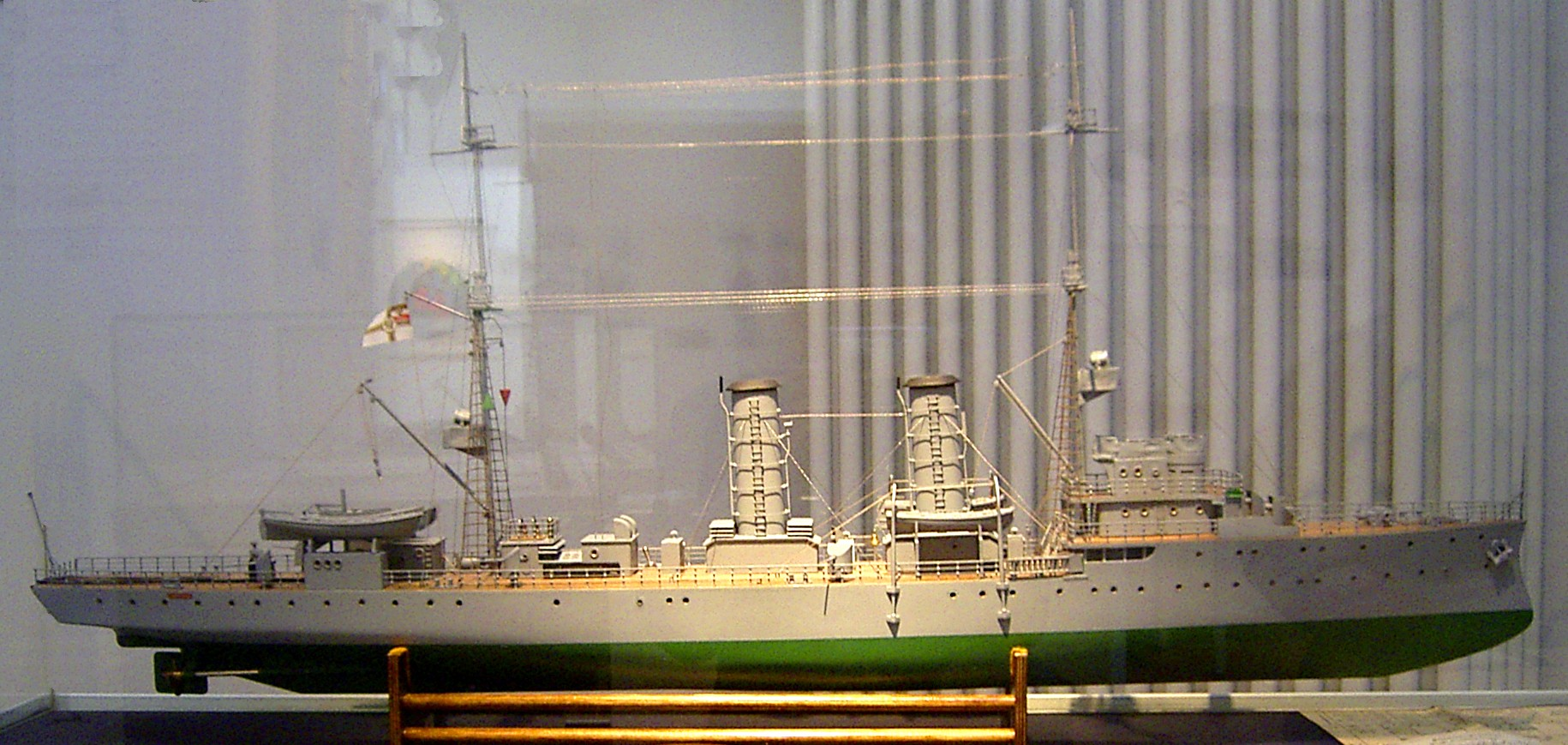
Modell eines Minenkreuzers

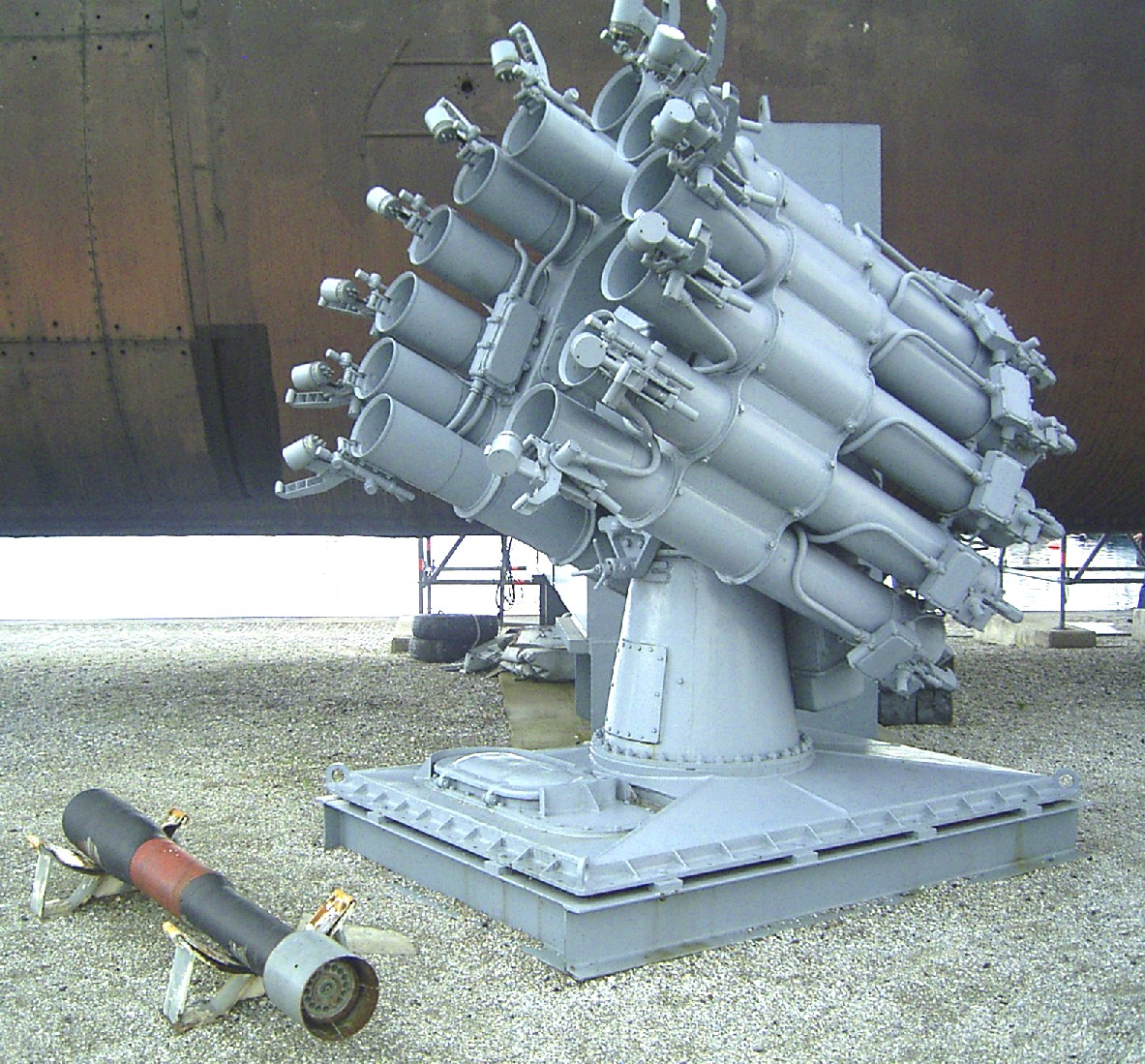
Sowjetischer Wasserbombenwerfer RBU-6000

Das Museum bietet drei Ausstellungsbereiche:
- Die Dauerausstellung unter dem Motto „Menschen, Zeiten, Schiffe“. Sie zeigt die Entwicklung der deutschen Marinegeschichte. Neben Militaria, wie Uniformen, Schiffsglocken, Flaggen, Brückenausrüstung und Gemälden wird auch eine Sammlung von Modellen verschiedener deutscher Marineschiffe gezeigt. Von 2009 auf 2010 wurde die Dauerausstellung unter Beibehaltung des Mottos „Menschen, Zeiten, Schiffe“ vollständig umgestaltet. In drei Epochenräumen zeigt sie nun die Geschichte der deutschen Marinen im politischen, sozialen und kulturellen Kontext. Der chronologische Rundgang beginnt im Raum 1 zum „langen 19. Jahrhundert“, setzt sich in Raum 2 mit der Geschichte der Marinen im Zeitalter der Weltkriege auseinander und endet schließlich in Raum 3 mit der Geschichte der Marinen im Bündnis, der sowohl die Geschichte der beiden deutschen Marinen im Kalten Krieg wie auch die Geschichte der heutigen Deutschen Marine bis in die Gegenwart thematisiert. Im 2010 eröffneten neuen Eingangsbereich ist das restaurierte Kleinst-U-Boot Seehund aus dem Zweiten Weltkrieg ausgestellt, das sich bis dahin im Freigelände befand. Neben dem Boot sind in einer Bodenvitrine persönliche Ausrüstungsgegenstände zu sehen, die bei dem Wrack gefunden worden waren. Außerdem ist ein Schwergewichtstorpedo des Typs DM2A von Atlas Elektronik ausgestellt.
- Das Freigelände: An Land sind, neben kleineren Exponaten wie Geschützen, Minen und Torpedos, ein Jagdbomber F-104 „Starfighter“, ein Schnellboot der Libelle-Klasse der Volksmarine der DDR, ein Schlepper mit Voith-Schneider-Antrieb und ein U-Boot der Klasse-205 ausgestellt. Letzteres ist begehbar. Im Hafenbecken liegen ebenfalls begehbar die Weilheim, ein Minenjagdboot der Lindau-Klasse, S71 Gepard ein Flugkörperschnellboot der Klasse 143A (Gepard-Klasse) und der Lenkwaffenzerstörer Mölders, der dem Museum als Dauerleihgabe der Wehrtechnischen Studiensammlung der Bundeswehr überlassen wurde. Das im Oktober 2008 erworbene ehemalige Segelschulboot Nordwind wird als fahrfähiges Museumsschiff mit einer ehrenamtlichen Besatzung erhalten.
- Sonderausstellungen zu wechselnden maritimen und Marinethemen: Seit 2000 wurden im Museum über 25 Sonder- und Wanderausstellungen gezeigt.

Dies waren u. a.:
- - 2000: Deutsche Marineindustrie im 21. Jahrhundert.
  - 2000: „Kunst braucht Gunst!“ Willy Stöwer: Marinemaler und Illustrator der Kaiserzeit.
  - 2003: Ringelnatz. Als Mariner im Krieg, 1914–1918.
  - 2004: Die Südzentrale in Wilhelmshaven. Ehemaliges Kraftwerk der Kaiserlichen Marine.
  - 2004: Das Eiserne Kreuz. Zur Geschichte einer Auszeichnung . (Wanderausstellung des Militärhistorischen Museums der Bundeswehr Flugplatz Berlin-Gatow)
  - 2005: Ein Sachse erobert die Weltmeere. Zur Biographie Admiral Brommys. (Wanderausstellung des Schiffahrtsmuseums der oldenburgischen Unterweser)
  - 2005: Schiffbau vom Streichhobel bis zum SWATH.
  - 2006: Objektiv? Bismarck im Fotoporträt. (Wanderausstellung der Otto-von-Bismarck Stiftung)[1]
  - 2006: Blaue Jungs im Bündnis. 50 Jahre Marine der Bundesrepublik Deutschland.
  - 2007: Gefahr aus der Tiefe. 100 Jahre deutsche Seeminenabwehr. (Wanderausstellung des Aeronauticums)
  - 2008: Meuterei. Revolution. Selbstversenkung. Die Marine und das Ende des Ersten Weltkrieges.
  - 2008: „Was damals Recht war …“ Soldaten und Zivilisten vor Gerichten der Wehrmacht. (Wanderausstellung der Stiftung Denkmal für die ermordeten Juden Europas)[2]
  - 2009: Einblicke. Alphabetische Einblicke in die Sammlung des Deutschen Marinemuseums von A wie Atlas bis Z wie Zerstörer.
  - 2011: Das Boot – die Fotografien. (Wanderausstellung des Buchheim Museums der Fantasie Bernried)
  - 2012: 95 Jahre Schnellboote in deutschen Marinen.
  - 2013: Nur Fliegen ist schöner!? Die Marine entdeckt die dritte Dimension.[3]
  - 2014: Die Flotte schläft im Hafen ein. Kriegsalltag 14/18 in Matrosentagebüchern.[4]
  - 2014: Operation Heimkehr. Bundeswehrsoldaten über ihr Leben nach dem Auslandseinsatz. (von Sabine Würich und Ulrike Scheffer)[5]
  - 2015: Neuzugänge 2014/2015.[6]
  - 2015: SMS Emden. Zwischen Mythos und Wirklichkeit.(zusammen mit dem Ostfriesischen Landesmuseum Emden)[7]
  - 2016: Marinemaler Olaf Rahardt: Reiseerinnerungen.
  - 2016: Skagerrak. Seeschlacht ohne Sieger – Jutland. The Unfinished Battle.[8]
  - 2017: Mit Schwert und Talar. Drei Pastoren zwischen Kirche und Marine. (zusammen mit der Christus- und Garnisonkirche)[9]
  - 2017: Privilegierte Lager? Westalliierte Flieger in deutscher Kriegsgefangenschaft während des Zweiten Weltkrieges. (Wanderausstellung des Militärhistorischen Museums der Bundeswehr Flugplatz Berlin-Gatow)[10]
  - 2018: Die See revolutioniert das Land.[11] Hierzu wurde gemeinsam mit der Stadt Wilhelmshaven ein Informationsparcours im Stadtgebiet[12] errichtet, der an neun Stationen über zehn lokale Ereignisse im Verlauf der Revolution informiert.
  - 2019: Moritz Götze: Scapa Flow – Untergang und Legende.[13]
  - 2019: 150 Jahre Wilhelmshaven. Eine Stadt und ihre Soldaten.[14]
  - 2019: Annet van der Voort: The Wall. – Fotoausstellung zum Atlantikwall.[15]
  - 2020: Aus! 1945. ‚Wie konnte es soweit kommen?‘ Die Kriegsmarine und das Ende des Zweiten Weltkrieges.[16]
  - 2021: „Heeeiiiß die Seeegel!“ – Das Segelschulschiff Gorch Fock.[17]
  - 2022: 1910. Crew. Macht. Karriere.[18] In dieser Crew waren unter anderen Karl Dönitz, Martin Niemöller und Heinz Kraschutzki.
  - 2022/23: „Vom Ihr zum Wir“. Eine Ausstellung zum Thema Flüchtlinge und Vertriebene im Niedersachsen der Nachkriegszeit.[19]
  - 2023/24: Tina Asche: Dazwischen – Zur Lebensrealität Wilhelmshavener Marinesoldatinnen und -soldaten.[20]
  - 2024/25: Aufgetaucht! Schätze der Sammlung und die Neukonzeption. Ein Blick hinter die Kulissen mit vielen alten und neuen Schätzen aus dem Magazin des Museums.[21]
- Darüber hinaus veranstaltet das Museum Vorträge in seinen Räumlichkeiten und bietet Hafenrundfahrten mit seiner eigenen Barkasse Friedrich A. Meyer an. In Ergänzung zu seinem bestehenden Social-Media-Angebot startete das Museum im Zuge der COVID-19-Pandemie zudem seinen eigenen YouTube-Kanal und bietet dort seitdem eine Videoführung durch die Dauerausstellung an.[22]

## Geschichte
Das Museum geht auf eine Initiative der Stadt Wilhelmshaven von 1986 zurück. 1988 wurde der „Förderverein Deutsches Marinemuseum e. V.“ gegründet. Es konnte zwischen diesen beiden jedoch kein gemeinsames Konzept gefunden werden, so dass schließlich 1998 das Museum allein vom Förderverein gegründet wurde. Das Museum war bis 2002 in Trägerschaft des Fördervereins, dann wurde es der neu gegründeten „Stiftung Deutsches Marinemuseum“ übertragen.
Der Betrieb des Deutschen Marinemuseums wird weitgehend aus Mitteln des Fördervereins, aus Fördermitteln und aus den Eintrittsgeldern der etwa 100.000 jährlichen Besucher finanziert. Die Deutsche Marine selbst besitzt ein kleines Museum in der Kommandeursvilla in Flensburg-Mürwik, das primär der Ausbildung der dortigen Marineschule Mürwik dient.
Das Deutsche Marinemuseum wurde kontinuierlich seit seinem Bestehen erweitert. Wichtige Wegmarken stellen die Aufnahme von Hafenrundfahrten (1999), der Bau eines Anbaus für Sonderausstellungen (2000), Erwerb und Präsentation des Lenkwaffenzerstörers Mölders als Museumsschiff (2005), Erwerb der Nordwind als schwimmendes Exponat (2008) sowie Ausbau des Museumsgebäudes einschließlich Neugestaltung der Dauerausstellung (2010) dar. Im Jahr 2016 wurde ein weiteres Museumsboot, das Schnellboot S71 Gepard in die Sammlung aufgenommen und ausgestellt.
Seit 2010 ist das Museum Kooperationspartner der Universität Oldenburg im interdisziplinären Masterstudiengang Museum und Ausstellung.
2011 wurde das Museum in das Museumsregister des Landes Niedersachsen aufgenommen und für die wissenschaftliche Qualität seiner Dauerausstellung mit einem Preis der Niedersächsischen Sparkassenstiftung ausgezeichnet. 2019 wurde es mit dem Museumsgütesiegel des Museumsverbands Niedersachsen und Bremen e. V. ausgezeichnet.
2018 wurde dem Museum eine Förderung des Bundes zur Erweiterung und Neugestaltung der Dauerausstellung zugesagt. Die im Vorfeld der Baumaßnahmen erforderliche Kampfmittelsondierung begann im November 2022. Ein Architektenwettbewerb für den Erweiterungsbau fand Anfang 2023 statt.

## Kontroverse
Die Ausstellungspraxis des 1998 vom Förderverein Deutsches Marinemuseum eröffneten Museums geriet auch, dem pazifistischen Zeitgeist  entsprechend, wegen der Darstellung militärischer Themen in kritische Beurteilung. Um hohe Besucherzahlen zu erreichen und damit die Finanzierung zu sichern, sei, so hieß es, die Auswahl und Präsentation der Objekte vor allem auf Erlebniswert ausgerichtet. Damit würde eine unreflektierte „Faszination der Waffen“ gefördert. Andere wiederum kritisieren, dass zu sehr das Wirken der Deutschen Marine (früher genannt Bundesmarine) dargestellt wird und zu wenig das der zahlen- und geschichtsmäßig deutlich gewichtigeren Kaiserlichen Marine und der Kriegsmarine.